# Jack Vidgen
Jack Vidgen (ur. 17 stycznia 1997 w Mona Vale, w Nowej Południowej Walii, w Australii) – australijski piosenkarz, w 2011 roku zwycięzca piątej edycji programu Australia’s Got Talent. Debiutancki album, zatytułowany Yes I Am, wydał 19 sierpnia tego samego roku. Płyta zajęła miejsce trzecie na australijskiej liście przebojów. Jego drugi studyjny krążek, Inspire, pojawił się w sklepach 27 kwietnia 2012 roku i nie osiągnął już podobnego sukcesu, zajmując zaledwie dwudziestą trzecią pozycję na liście przebojów. 

## Przebieg kariery
Jack Vidgen pojawił się w piątej edycji programu Australia’s Got Talent, śpiewając w odcinku castingowym piosenkę Whitney Houston – I Have Nothing. Występ spotkał się z owacjami na stojąco, a sam uczestnik stał się jednym z faworytów do finału. W ćwierćfinale programu wykonał utwór And I Am Telling You I’m Not Going ze ścieżki dźwiękowej filmu Dreamgirls. Podczas półfinału Jack zaprezentował się w repertuarze Adele i dzięki piosence Set Fire to the Rain zdobył sympatię widzów, przechodząc do finału. W ostatnim etapie zaprezentował autorski utwór, Yes I Am, do którego muzyki Erany Clark napisał własne słowa. Piąta edycja programu zakończyła się zwycięstwem Vidgena. 
Po udziale w Australian’s Got Talent Jack podpisał kontrakt płytowy z wytwórnią Sony Music Australia. Wydanie krążka ogłoszono na 19 sierpnia 2011 roku. Pośród utworów, jakie Vidgen wybrał do nagrania, znalazły się również na nowo zaaranżowane wersje piosenek wykonanych przez niego w trakcie programu. 
27 kwietnia 2012 roku wydano drugi album Vidgena, tytułowany Inspire, w którego skład weszły sztandarowe utwory znanych wykonawców.

## Dyskografia
Albumy
- 2011 – Yes I Am
- 2012 – Inspire